# Julie Foudy
Julie Maurine Foudy, coneguda com a Julie Foudy, (San Diego, Califòrnia, 23 de gener de  1971) és una jugadora de futbol nord-americana, ja retirada, guanyadora de tres medalles olímpiques.
Membre del club de futbol San Diego Spirit, va participar, als 25 anys, en els Jocs Olímpics d'Estiu de 1996 realitzats a Atlanta (Estats Units), on va aconseguir guanyar la medalla d'or en la prova femenina de futbol amb la selecció nord-americana de futbol, en la primera edició que la competició femenina formava part del programa oficial dels Jocs. En els Jocs Olímpics d'Estiu de 2000 realitzats a Sydney (Austràlia) va aconseguir guanyar la medalla de plata en la mateixa competició al perdre la final davant la selecció femenina de Noruega. En els Jocs Olímpics d'Estiu de 2004 realitzats a Atenes (Grècia), la seva última participació olímpica, va aconseguir guanyar una nova medalla d'or en guanyar la selecció brasilera. Al llarg de la seva carrera ha guanyat quatre medalles en la Copa del Món Femenina de Futbol guanyant les edicions de 1991 i 1999.